# Cratere Othon
Othon è un cratere sulla superficie di Giapeto.